# David Israel De la Torre Altamirano
David Israel De la Torre Altamirano SSCC (ur. 8 listopada 1972 w Quito) – ekwadorski duchowny katolicki, biskup pomocniczy Quito od 2019.

## Życiorys
Święcenia kapłańskie otrzymał 3 sierpnia 2001 w zakonie sercanów białych. Pracował głównie jako wykładowca i dyrektor szkoły teologicznej dzialającej przy uniwersytecie katolickim w Quito. Był też m.in. kierownikiem centrum duszpasterstwa akademickiego oraz ekonomem i przełożonym ekwadorskiej wiceprowincji zakonnej.
18 października 2019 papież Franciszek mianował go biskupem pomocniczym archidiecezji Quito, ze stolicą tytularną Bagai. Sakry udzielił mu 7 grudnia 2019 arcybiskup Alfredo Espinoza Mateus.